# Soe Win
Generał Soe Win (ur. 1948, zm. 12 października 2007) – wojskowy i polityk birmański, wysoki funkcjonariusz rządzącej Birmą junty, premier w latach 2004–2007.
Po raz pierwszy zasłynął w 1988, kiedy dowodził brutalną pacyfikacją studentów protestujących w Rangunie przeciw rządom wojska. Począwszy od 2003 zajmował kierownicze stanowiska na najwyższych stanowiskach państwowych.
Był praktykującym buddystą. 